# Lemon Cove
Lemon Cove és una concentració de població designada pel cens del comtat de Tulare, a l'estat de Califòrnia (Estats Units d'Amèrica).

## Demografia
Segons el cens del 2000, Lemon Cove tenia 298 habitants
, 121 habitatges i 76 famílies. La densitat de població era de 137 habitants/km².
Dels 121 habitatges, en un 26,4% hi havia nens de menys de 18 anys; en un 52,1%, hi vivien parelles casades; en un 7,4%, dones solteres, i en un 36,4% no hi havia una unitat familiar. En el 34,7% dels habitatges, hi vivien persones soles, el 9,1% de les quals corresponien a persones de 65 anys o més que vivien soles. El nombre mitjà de persones que vivien en cada habitatge era de 2,46, i el nombre mitjà de persones que vivien en cada família era de 3,18.
Per edats, la població es repartia de la següent manera: un 26,2% tenia menys de 18 anys; un 6,7%, entre 18 i 24; un 26,8%, entre 25 i 44; un 24,8%, de 45 a 60, i un 15,4%, 65 anys o més.
L'edat mitjana era de 39 anys. Per cada 100 dones de 18 o més anys hi havia 98,2 homes.
La renda mitjana per habitatge era de 28.333 $, i la renda mitjana per família, de 36.607 $. Els homes tenien una renda mitjana de 20.938 $, mentre que en les dones era de 30.625 $. La renda per capita de la població era de 16.200 $. Al voltant del 21,9% de les famílies i el 32,6% de la població estaven per sota del llindar de pobresa.

## Poblacions properes
El següent diagrama mostra les poblacions més properes.